# 卢焌
卢焌（？—？），四川垫江人，是一名清朝政治人物。
卢焌曾于1813年接替方佐任上海县知县一职，1814年由叶机接任。